# Ciuto Brandini
Ciuto Brandini (... – 24 maggio 1345) è stato un operaio italiano lanaiolo (cardatore) della repubblica fiorentina, figura di precursore del sindacalismo operaio.

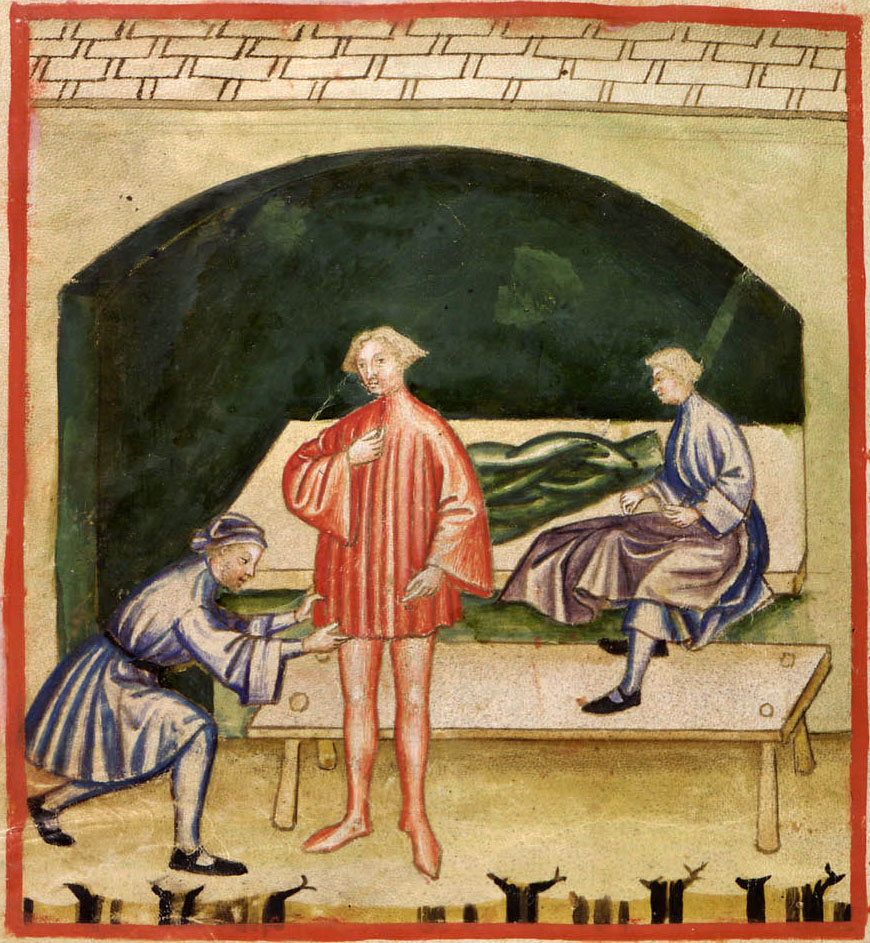
Bottega di lanaiolo nel Trecento.

Pur essendo un semplice ciompo, nel 1345 si mostrò in grado di fomentare e guidare una protesta, nel tentativo di organizzare i propri compagni di lavoro, operai e salariati senza mestiere, al fine di associarli in corporazione con i cardatori. La sua azione politica è considerata come uno dei primi tentativi di associazionismo tra lavoratori.

## Storia della rivolta

### Presupposti
Le vicende politiche che vedono Ciuto Brandini protagonista di una rivolta si inseriscono nel contesto storico nelle lotte intestine che, a metà Trecento, opponevano il "popolo grasso" al "popolo minuto", con attriti e contrapposizioni che si manifestavano con particolare intensità nel settore laniero, in cui il potere organizzato dell'Arte della Lana era molto efficace nello spingere al ribasso i salari degli operai.
La rivolta maturò nello scenario politico apertosi nel 1343, con la cacciata del duca nominale di Atene Gualtieri VI di Brienne, che teneva la città in balìa, posizione a cui era stato avocato dagli stessi governatori della Repubblica comunale.
Il Duca, per ingraziarsi il "popolo magro" e svincolarsi così dal legame con i ceti abbienti, aveva improntato il proprio governo a una politica di moderato favore nei confronti del popolo minuto: a operai tintori e lanaioli, che di quel ceto avevano gran parte, aveva concesso di associarsi in Arte con i loro Priori, così che potessero meglio tutelare i propri interessi, sia pure sotto lo stretto controllo degli ufficiali dello stesso Gualtieri.
Nel 1343 era stata riconosciuta, infatti, la corporazione dei tintori e dei farsettai.

### Scoppio della rivolta

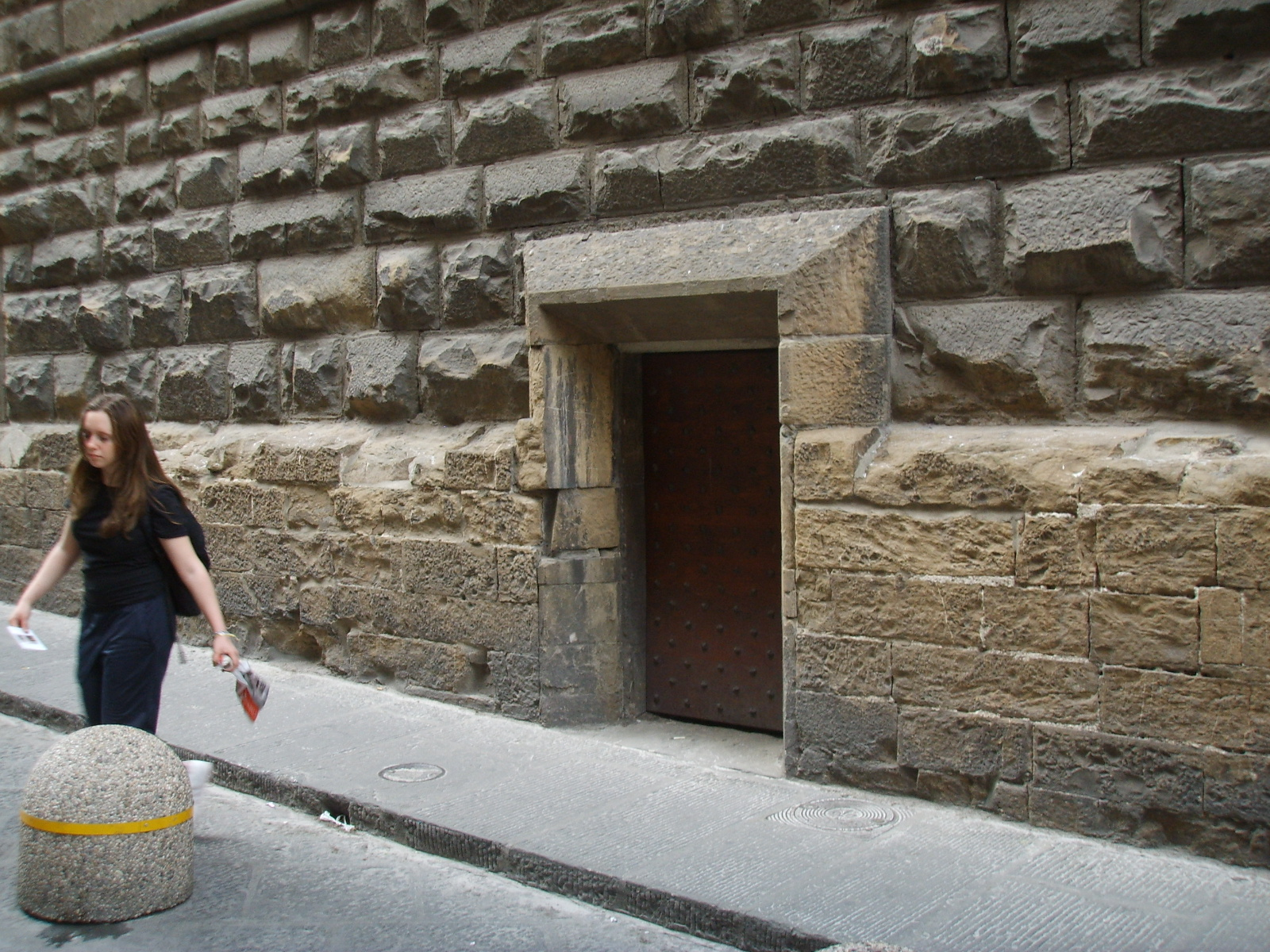
La "porticciola", nel bugnato di Palazzo Vecchio, da cui avvenne la fuga del Duca di Atene Gualtieri, preludio alla rivolta.

L'anno seguente, però, dopo la cacciata del Duca d'Atene, la corporazione dei Tintori era stata abolita e, con legge inserita nello Statuto del capitano del popolo, fu fatto divieto agli operai salariati del settore laniero di costituire corporazioni autonome.
Montò quindi il malcontento degli operai: già in quello stesso autunno 1344 vi furono i primi violenti tumulti, che furono solo momentaneamente soffocati con la condanna dei fomentatori, lasciando così il malcontento diffuso a covare negli animi. Pochi mesi dopo, nel mese di maggio 1345, entra in scena Ciuto Brandini, fiorentino di San Pier Maggiore, di professione cardatore: Ciuto organizza uno sciopero e tenta di associare i propri compagni di lavoro in una "fratellanza" che raccogliesse le adesioni di operai e artigiani. A tale scopo vengono convocate delle adunanze pubbliche per le vie della città, in Piazza Santa Croce e alla Loggia dei Servi di Maria. Il raggruppamento dei propri compagni di lavoro in una corporazione, oltre a perseguire le rivendicazioni migliorative in materia di condizioni di lavoro e di salario, avrebbe anche rafforzato la categoria, permettendo loro l'accesso alla vita politica della città, uno sbocco loro precluso fino a quel momento.
Il tentativo di sollevazione, tuttavia, non riuscì: la reazione politica fu immediata e Brandini fu arrestato insieme ai due figli il 24 maggio 1345: giudicato dal podestà, fu mandato a morte per decapitazione nel giro in pochi giorni. Tra i motivi dell'insuccesso, si annovera lo scarso appoggio ricevuto da Ciuto dalle altre classi operaie che componevano il mondo lavorativo della repubblica, una situazione che permise all'élite politica comunale di forzare la mano e risolvere la crisi politica con una normalizzazione forzata e cruenta.

### Echi cronachistici e storiografici

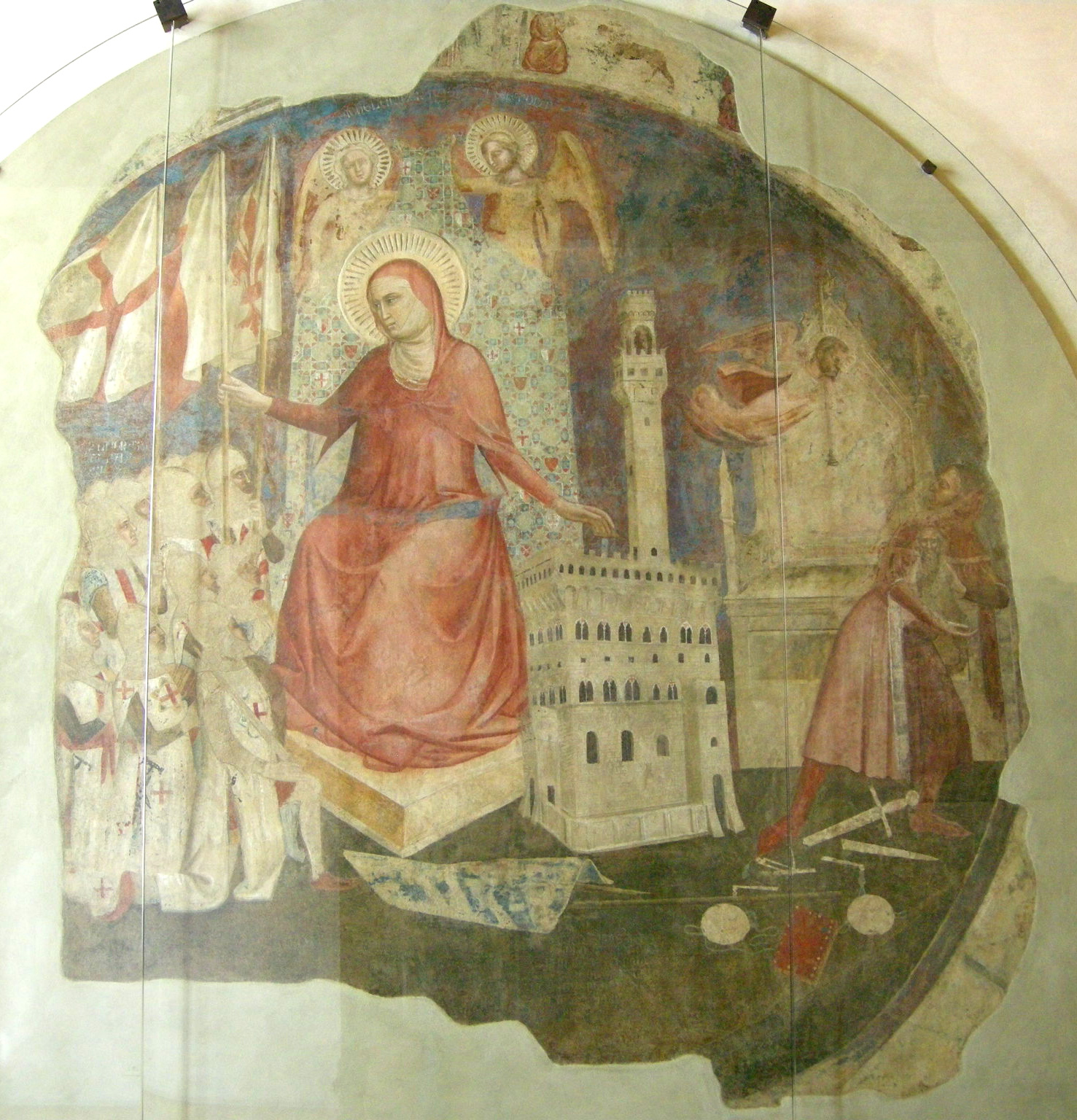
Cacciata del Duca d'Atene, affresco nel Carcere delle Stinche, ora in Palazzo Vecchio

La prima citazione storiografica è nel trecentesco Frammento di altra cronica (in Donato Velluti, Cronica di Firenze, a cura di Domenico Maria Manni, Firenze, 1731, p. 148):
Gli atti del processo furono pubblicati da Niccolò Rodolico nel 1899.

## La figura di Ciuto Brandini e la rivolta dei Ciompi
La storiografia otto-novecentesca (Gino Capponi, Francois Tommy Perrens, Armando Sapori, Gene Adam Brucker) considera l'episodio uno dei primi tentativi di associazionismo tra lavoratori.
La sedizione ispirata e promossa da Ciuto Brandini precedette di molto la sommossa del Bruco a Siena (1371). Inoltre, con un anticipo di 33 anni, precorse un evento che avrà fama ben maggiore, il celebre tumulto dei Ciompi, che infiammò la Firenze del 1378. Entrambi questi due episodi degli anni '70 del Trecento maturarono in una società che era sopravvissuta alle devastazioni patite nell'epidemia della peste nera, che aveva imperversato sull'Europa medievale nel 1348.